# The Black Mirror
Pour les articles homonymes, voir Black Mirror.
The Black Mirror est un jeu d'aventure pour PC développé par le studio tchèque Future Games. En France, il a été édité par Micro Application en 2003.
Le jeu a connu deux suites développées par Cranberry Production : Black Mirror 2 (2009) et Black Mirror 3 (2011), ainsi qu'un reboot, Black Mirror (2017).

## Trame
Black Mirror est le nom du manoir ancestral de la famille Gordon en Angleterre. À la suite de la mort mystérieuse de son grand-père, Samuel Gordon revient au manoir familial après 12 ans d'absence. Persuadé que la mort du vieil homme n'est pas accidentelle, Samuel décide d'enquêter.

## Développement

### Equipe
Le jeu est développé entre 2001 et 2003 par une équipe de sept personnes. Le directeur de Future Games, Martin Malik, supervise le projet et s'occupe des négociations pour la distribution du jeu en République tchèque et à l'international. Sur le plan technique, Jan Blin réalise la modélisation 3D des personnages et leurs animations, ainsi que les cinématiques et les animations des décors. Martin Preisler réalise le moteur graphique du jeu (AGDS) et la programmation générale avec la collaboration de Michael Grof.
Le studio fait également appel à trois travailleurs indépendants, non-salariés de Future Games, qui constituent l'équipe d'Unknown Identity. Cette équipe est à l'origine du scénario du jeu. Au sein de l'équipe d'Unknown Identity, Zdenek Houb se charge également de la création des musiques, des bruitages et des dialogues. Michal et Pavel Pekarek réalisent quant à eux les décors du jeu.

### Distribution
Après une sortie initiale en République tchèque en février 2003 sous le titre Posel Smrti (Le Messager de la Mort), le jeu est progressivement traduit et distribué à l'international par des éditeurs locaux. En octobre 2003, le jeu sort en France en étant distribué par Micro Application, ainsi qu'en Amérique du Nord où il est distribué par The Adventure Company. En Allemagne, le jeu sort en avril 2004 en étant édité par dtp entertainment. Il s'agit du premier jeu du studio Future Games distribué à l'international.
La présence du logo d'Unknown Identity sur le packaging des boîtes du jeu, en plus de celui Future Games et de chaque éditeur local, crée des confusions de la part des journalistes pour déterminer les rôles de chaque entité. De manière erronée, le studio Future Games est parfois présenté dans la presse comme éditeur ou producteur du jeu et Unknown Identity comme unique développeur.
Chaque éditeur se charge du doublage du jeu dans sa propre langue. En Allemagne, le doublage est réalisé par des acteurs professionnels : le personnage de Samuel Gordon est doublé par la voix allemande de Johnny Depp.
À l'occasion de la sortie du jeu en Allemagne, l'éditeur dtp entertainment met en ligne une bande dessinée de quatre planches intitulée The Black Mirror : Le prologue dans laquelle est imaginée une introduction au jeu. La bande dessinée est traduite en anglais puis en français et publiée en deux parties dans le webzine L'Inventaire (mai-juin 2004),.

### Ventes
En Allemagne, l'éditeur dtp entertainment se déclare « très satisfait » des ventes dès le mois de mai 2004 sans toutefois dévoiler ses chiffres. Christopher Kellner, responsable des relations publiques de l'éditeur, déclare à cette occasion : « Black Mirror est passé du stade de jeu inconnu à une très belle surprise dans les pays germanophones, battant les ventes de jeux comme Battlefield Vietnam et Far Cry qui sont des best-sellers ici. Sur amazon.de, nous étions même dans au top des ventes de jeu PC la première semaine d'avril ».
En 2009, le directeur de Future Games évoque à l'occasion d'une interview pour Planète Aventure que le jeu s'est vendu à plus d'un demi-million d'exemplaires dans le monde.

### Patch
Peu de temps après la sortie du jeu, des joueurs utilisant des cartes graphiques GeForce de Nvidia se plaignent de ne pas pouvoir jouer, leur écran restant entièrement noir au lancement du jeu avant que l'application se ferme d'elle-même. Le faible budget du développeur Future Games rend difficile la création d'un patch distribuable gratuitement pour régler ce problème. C'est environ deux ans après la sortie du jeu, le 11 mars 2005, qu'un patch correctif est mis en ligne par le développeur.

## Accueil
- Adventure Gamers : 3/5[7]